# Картрайт, Вероника
Веро́ника А. Ка́ртрайт (англ. Veronica A. Cartwright; род. 20 апреля 1949) — британская актриса, снимающаяся главным образом в американских фильмах и на телевидении. Актриса стала наиболее известна благодаря роли штурмана Ламберт в фильме «Чужой», за которую была удостоена премии «Сатурн».

## Ранние годы
Картрайт родилась в Бристоле, Англия, но в детстве вместе с родителями и младшей сестрой Анджелой-Маргарет Картрайт (также актрисой, известной по фильму «Звуки музыки» (1965) и телевизионному сериалу производства CBS «Затерянные в космосе») эмигрировала в США и выросла в Торонто и Лос-Анджелесе. В 7 лет она уже была детской моделью и снялась в нескольких рекламных роликах. Её кинокарьера началась годом позднее, в 1958 году, с роли в фильме «В любви и войне». Работа на экране так понравилась Веронике, что она решила связать свою жизнь с кино.

## Карьера
Первое время она появлялась главным образом в сериалах для семейного просмотра. Среди её ранних появлений на экране было участие в ситкоме CBS «Предоставьте это Биверу» (1959) и в эпизоде телесериала «Сумеречная зона». В 1963 году как приглашённая звезда она дважды появлялась в медицинской телевизионной драме о психиатрии производства NBC «Одиннадцатый час».
В начале 1960-х годов она получает первые значительные роли в кино. В частности, в 1961 году она снялась в фильме «Детский час» (1961) с такими звёздами как Ширли Маклейн и Одри Хепбёрн, а в 1963 году появилась в фильмах «Гора Спенсера» (с Генри Фонда и Ким Карат) и «Птицах» самого Альфреда Хичкока, который доверил ей одну из главных ролей в своей ленте, ставшей киноклассикой. Все эти фильмы были в высшей степени успешными, и критика благосклонно встретила игру юной актрисы. Однако ближайшие несколько лет она снималась главным образом на телевидении. В телефильме Tell Me Not in Mournful Numbers она сыграла роль молодой девушки, которая после неудачной попытки самоубийства попадает в психиатрическую больницу. В 1964—1966 годах в первых двух сезонах сериала производства NBC «Дэниел Бун» она играла роль Джемаймы Бун, а её партнерами по сериалу были такие известные в своё время актёры как Фесс Паркер, Патрисия Блэр, Дарби Хинтон и Эд Эймс.
Во второй половине 1960-х годов карьера Картрайт пошла на спад, хотя она продолжала периодически появляться в телесериалах (наиболее известный «Отряд „Стиляги“»). В 1968 году она решила на несколько лет прервать карьеру в связи со свадьбой с Ричардом Гейтсом. Первой взрослой ролью Картрайт был образ Харлин — звезды немых порнографических фильмов — в эротической комедии 1975 года «Вставки» Джона Байрама. В это же время актриса развелась с мужем, однако до наших дней не жалеет об участии в этом фильме и часто подчёркивает, что это была одна из главнейших её ролей. Фильм не стал успешным, но роль Картрайт не прошла без внимания. Актриса на некоторое время становится секс-символом, и в 1976 году появилась на развороте журнала Playboy.
Во второй половине 1970-х годов Картрайт вновь начала получать интересные предложения в кино. Вой койота, который издавала Гермина из старой банды Генри-Ллойда Муна (которого играл Джек Николсон), в комедийном вестерне «Направляясь на юг» (1978), надолго запомнился зрителям. Наибольшую известность Картрайт принесли её следующие роли в пользующихся до сих пор большой популярностью научно-фантастических фильмах. Первым из них был культовый фильм семидесятых «Вторжение похитителей тел» (1978), где её сценическим мужем был Джефф Голдблюм.
Вершиной её карьеры оказалось участие в фильме Ридли Скотта «Чужой» (1979). Первоначально именно Картрайт была приглашена на роль главной героини «Чужого» лейтенанта Рипли, но режиссёр ещё до начала съёмок передал её роль Сигурни Уивер, а Картрайт досталась роль штурмана Ламберт. За эту роль Вероника получила в 1979 году премию «Сатурн» как лучшая киноактриса второго плана. Как и за всеми актёрами, сыгравшими в этом фильме, имевшем огромный успех, за Картрайт закрепился статус звезды.
В 1980-х годах она сыграла одну из главных ролей в фильме «Парни что надо» (1983), а также в научно-фантастическом фильме «Полёт навигатора» (1986), получившем большую известность в СССР. Удачной оказалась и работа в комедии «Иствикские ведьмы» (1987), в которой Картрайт сыграла роль Фелисии Олден, a партнёрами её по фильму были такие звёзды Джек Николсон, Шер, Сьюзан Сарандон и Мишель Пфайффер. Время от времени она снималась в фильмах своего мужа, между прочим, в одном из эпизодов популярного сериала «Спасатели Малибу».
В 1990-х годах она играла в основном на телевидении. В частности она сыграла роль журналистки Патриции Бенедикт в «Дочери Гитлера» (1990). В 1992 году вновь сыграла с Джеком Николсоном в комедии «Людские неприятности». Запомнилась также роль Картрайт в фильме «Кэндимэн 2: Прощание с плотью».
Последние годы не принесли Веронике больших киноролей. Актриса играла главным образом эпизодические роли в комедиях. В частности, в 2001 году получила популярность её роль в молодёжной комедии «Очень страшное кино 2», где она пародировала образ Крис Макнил из известного фильма ужасов «Изгоняющий дьявола», a её дочерью по фильму была звезда «Американского пирога» Наташа Лионн. Своё место Картрайт нашла на телевидении. Как приглашённая звезда она появлялась в таких известных сериалах как «Полиция Майами», «Закон Лос-Анджелеса», «Скорая помощь», «Секретные материалы», «Надежда Чикаго», «Уилл и Грейс», «Прикосновение ангела», «Справедливая Эми», «Клиент всегда мёртв», «Ищейка». В эти годы Вероника три раза номинировалась на премию «Эмми» как лучшая приглашённая актриса в драматическом телесериале: в 1997 году за работу в сериале «Скорая помощь», и в 1998 и 1999 годах за роль Кассандры Спендер в телесериале «Секретные материалы». Часто появлялась и в документальных фильмах. Критики оценили роль Картрайт в некоммерческом проекте «Смирительная рубашка или пиджак от натурала» (2004), наградив её премией Glitter.
В последние годы она вернулась в кинофантастику сыграв в нескольких эпизодах сериала «Вторжение», а также в одноимённом ему четвёртом ремейке «Вторжения похитителей тел» — «Вторжение» (2007), где её партнерами были Николь Кидман и Дэниел Крейг.
Она появилась также на обложке сингла 2006 года I Don’t Feel Like Dancin’ американской поп-группы Scissor Sisters.

## Личная жизнь
Вероника Картрайт была трижды замужем: в 1968 году (развод в 1972) за Ричардом Гейтсом, с 1976 года за Стэнли Голдштейном и с 1982 года за актёром и режиссёром Ричардом Комптоном (умер в 2007). В последнем браке родился сын.

## Фильмография

### Кино
| Год  | Название на русском                         | Оригинальное название           | Роль                       | Примечания                |
| ---- | ------------------------------------------- | ------------------------------- | -------------------------- | ------------------------- |
| 1958 | В любви и войне                             | In Love and War                 | Элли O’Нилл                | не указана в титрах       |
| 1961 | Детский час                                 | The Children’s Hour             | Розали Уэллс               |                           |
| 1963 | Птицы                                       | The Birds                       | Кэти Бреннер               |                           |
| 1963 | Гора Спенсера                               | Spencer’s Mountain              | Беки Спенсер               | не указана в титрах       |
| 1964 | —                                           | One Man’s Way                   | Мэри                       |                           |
| 1975 | Вставки                                     | Inserts                         | Харлин                     |                           |
| 1978 | Направляясь на юг                           | Goin’ South                     | Хермина                    |                           |
| 1978 | Вторжение похитителей тел                   | Invasion of the Body Snatchers  | Нэнси Беллисек             |                           |
| 1978 | —                                           | The Kid from Not-So-Big         | Коринн                     |                           |
| 1979 | Чужой                                       | Alien                           | Ламберт                    |                           |
| 1983 | Кошмары                                     | Nightmares                      | Клэр Хьюстон               | новелла: Night of the Rat |
| 1983 | Парни что надо                              | The Right Stuff                 | Бетти Гриссом              |                           |
| 1985 | Мой друг Адам                               | My Man Adam                     | Элейн Суит                 |                           |
| 1986 | Полёт навигатора                            | Flight of the Navigator         | Хелен Фриман               |                           |
| 1986 | Уиздом                                      | Wisdom                          | Саманта Уиздом             |                           |
| 1987 | Иствикские ведьмы                           | The Witches of Eastwick         | Фелиша Олден               |                           |
| 1989 | Валентино возвращается                      | Valentino Returns               | Патриша «Пэт» Гиббс        |                           |
| 1990 | Под чужим именем                            | False Identity                  | Вера Эрриксон              |                           |
| 1991 | Бродячие псы                                | Walking the Dog                 | н/д                        | короткометражный фильм    |
| 1992 | Людские неприятности                        | Man Trouble                     | Хелен Декстра              |                           |
| 1994 | Зеркало, зеркало 2: Танец ворона            | Mirror, Mirror 2: Raven Dance   | сестра Айя                 |                           |
| 1994 | Скорость                                    | Speed                           | леди с сумкой              | не указана в титрах       |
| 1994 | В надежде                                   | On Hope                         | женщина в бакалейной лавке | короткометражный фильм    |
| 1994 | —                                           | Two Over Easy                   | Молли                      | короткометражный фильм    |
| 1995 | Кэндимэн 2: Прощание с плотью               | Candyman: Farewell To The Flesh | Октавия Террант            |                           |
| 1996 | Снимок Луны                                 | Shoot the Moon                  | миссис Томас               |                           |
| 1997 | Деньги решают всё                           | Money Talks                     | Конни Киприани             |                           |
| 1997 | Блистательная                               | Sparkler                        | Дотти Дельгато             |                           |
| 1998 | —                                           | My Engagement Party             | Сара Сальсбург             |                           |
| 1999 | Жизнь по наклонной                          | A Slipping-Down Life            | миссис Кейси               |                           |
| 1999 | —                                           | Trash                           | директор Эванс             |                           |
| 2001 | В спальне                                   | In the Bedroom                  | министр телевидения        |                           |
| 2001 | —                                           | Critic’s Choice                 | Уоткинс                    | короткометражный фильм    |
| 2001 | Очень страшное кино 2                       | Scary Movie 2                   | миссис Вурхис              |                           |
| 2002 | —                                           | Mackenheim                      | Элеанор                    | короткометражный фильм    |
| 2003 | Молодожёны                                  | Just Married                    | миссис «Пусси» Макнерни    | не указана в титрах       |
| 2004 | Амнезия                                     | Twisted                         | хозяйка гостиницы          | не указана в титрах       |
| 2004 | Смирительная рубашка или пиджак от натурала | Straight-Jacket                 | Джерри                     |                           |
| 2004 | Кинси                                       | Kinsey                          | Сара Кинси                 |                           |
| 2005 | Молодожёны                                  | Barry Dingle                    | Элеанор Дингл              |                           |
| 2007 | —                                           | Mommy’s House                   | мамочка                    | короткометражный фильм    |
| 2007 | Вторжение                                   | The Invasion                    | Венди Ленк                 |                           |
| 2009 | Зов предков                                 | Call of the Wild                | шериф Тейлор               |                           |
| 2010 | Новолуние                                   | Neowolf                         | миссис Белаков             |                           |
| 2011 | Видения                                     | InSight                         | Патриша                    |                           |
| 2012 | Жёлтые обои                                 | The Yellow Wallpaper            | Кэтрин Сейер               |                           |
| 2012 | Монтана Амазон                              | Montana Amazon                  | Маргарет                   |                           |
| 2013 | Странный путь домой                         | The Odd Way Home                | Франсин                    |                           |
| 2013 | —                                           | Patience                        | Айрин                      | короткометражный фильм    |
| 2014 | Город, который боялся заката                | The Town That Dreaded Sundown   | Лиллиан                    |                           |
| 2016 | Тьма внизу                                  | The Dark Below                  | Тесс                       |                           |
| 2019 | Лимб                                        | Limbo                           | Луиз                       |                           |
| 2019 | —                                           | The Field                       | Эдит                       |                           |
| 2020 | —                                           | Breaking Fast                   | Джуди                      |                           |

### Телевидение
| Год       | Название на русском                         | Оригинальное название                             | Роль                               | Примечания                                                                  |
| --------- | ------------------------------------------- | ------------------------------------------------- | ---------------------------------- | --------------------------------------------------------------------------- |
| 1959      | Театр Зейна Грея                            | Zane Grey Theater                                 | Сара Батлер                        | эпизод: The Lone Woman                                                      |
| 1959—1961 | Освободите место для папочки                | Make Room for Daddy                               | Вероника / играющая девочка        | телесериал; 2 эпизода                                                       |
| 1959—1963 | Предоставьте это Биверу                     | Leave it to Beaver                                | Вайолет Ратерфорд / Пегги Макинтош | телесериал; 4 эпизода                                                       |
| 1960      | Шаг за грань                                | One Step Beyond                                   | Джиллиан                           | эпизод: The Haunting                                                        |
| 1960      | Шоу Бетти Хаттон                            | The Betty Hutton Show                             | фальшивый приёмный ребёнок         | эпизод: Gullible Goldie; не указана в титрах                                |
| 1960—1961 | Альфред Хичкок представляет                 | Alfred Hitchcock Presents                         | Джуди Дэвидсон / Виола Уэллингтон  | телесериал; 2 эпизода                                                       |
| 1962      | Шоссе 66                                    | Route 66                                          | Мириам Мур в 9 лет                 | эпизод: Love Is a Skinny Kid                                                |
| 1962      | Сумеречная зона                             | The Twilight Zone                                 | Энн Роджерс                        | эпизод: I Sing the Body Electric                                            |
| 1963      | Шоу Дика Пауэлла                            | The Dick Powell Show                              | н/д                                | эпизод: The Third Side of a Coin                                            |
| 1963      | Одиннадцатый час                            | The Eleventh Hour                                 | Джен Эллендейл / Джейн Камерон     | телесериал; 2 эпизода                                                       |
| 1963      | —                                           | Tell Me Not in Mournful Numbers                   | н/д                                | телефильм                                                                   |
| 1964—1966 | Дэниел Бун                                  | Daniel Boone                                      | Джемайма Бун                       | телесериал; основная роль                                                   |
| 1965      | Доктор Килдер                               | Dr. Kildare                                       | Нэнси Хиллер                       | эпизод: Take Care of My Little Girl                                         |
| 1965      | Кто видел ветер?                            | Who Has Seen the Wind?                            | Кири Рейдек                        | телефильм                                                                   |
| 1968      | Мэнникс                                     | Mannix                                            | миссис Голдберг                    | эпизод: Edge of the Knife; не указана в титрах                              |
| 1968      | Суть дела                                   | The Name of the Game                              | Нэнси Робинс                       | эпизод: High on a Rainbow                                                   |
| 1969      | Семейное дело                               | Family Affair                                     | Джо-Энн                            | эпизод: Flower Power                                                        |
| 1969      | Облава 1967                                 | Dragnet 1967                                      | Мелисса Стивенс                    | эпизод: Personnel: The Shooting                                             |
| 1969      | Отряд «Стиляги»                             | The Mod Squad                                     | Гейл Уитни                         | эпизод: The Girl in Chair Nine                                              |
| 1969      | —                                           | The Fisher Family                                 | н/д                                | эпизод: The Day We Lost Ella Mae                                            |
| 1970      | Дни в долине смерти                         | Death Valley Days                                 | Керри Далтон                       | эпизод: Simple Question of Justice                                          |
| 1970      | —                                           | The Bold Ones: The Lawyers                        | Мэри Гаффни                        | эпизод: Point of Honor                                                      |
| 1970      | Потом пришёл Бронсон                        | Then Came Bronson                                 | Пити Трейн                         | эпизод: Still Waters                                                        |
| 1970      | Три моих сына                               | My Three Sons                                     | Рут Флетчер                        | эпизод: The Honeymoon                                                       |
| 1973      | —                                           | Here We Go Again                                  | Нэнси                              | эпизод: Sunday, Soggy Sunday                                                |
| 1976      | Бернис коротко стрижётся                    | Bernice Bobs Her Hair                             | Марджори                           | телефильм                                                                   |
| 1976      | Серпико                                     | Serpico                                           | Люси                               | эпизод: Dawn of the Furies                                                  |
| 1980      | Гайанская трагедия: История Джима Джонса    | Guyana Tragedy: The Story of Jim Jones            | Марселин «Марси» Джонс             | телефильм                                                                   |
| 1981      | —                                           | The Big Black Pill                                | сестра Тереза                      | телефильм                                                                   |
| 1982      | Главный подозреваемый                       | Prime Suspect                                     | Дженис Степлин                     | телефильм                                                                   |
| 1985      | Роберт Кеннеди и его эпоха                  | Robert Kennedy and His Times                      | Этель Скейкель-Кеннеди             | мини-сериал; эпизод: Episode #1.1                                           |
| 1985      | Всё ещё Бивер                               | Still the Beaver                                  | Вайолет Ратерфорд                  | эпизод: Violet Rutherford Returns                                           |
| 1986      | —                                           | Intimate Encounters                               | Эмили                              | телефильм                                                                   |
| 1987      | Полиция Майами                              | Miami Vice                                        | светская дама                      | эпизод: By Hooker by Crook                                                  |
| 1988      | Таннер 88                                   | Tanner ’88                                        | Молли Харк                         | телесериал; основная роль                                                   |
| 1989      | Отчаянно влюблённый                         | Desperate for Love                                | Бетти Петри                        | телефильм                                                                   |
| 1989      | Спасатели Малибу                            | Baywatch                                          | миссис Харрис                      | эпизод: Panic at Malibu Pier; не указана в титрах                           |
| 1989—1992 | Закон Лос-Анджелеса                         | L.A. Law                                          | Маргарет Флэнаган                  | телесериал; 9 эпизодов                                                      |
| 1990      | Обещание сына                               | A Son’s Promise                                   | Дороти Дональдсон                  | телефильм                                                                   |
| 1990      | Дочь Гитлера                                | Hitler’s Daughter                                 | Патриша Бенедикт                   | телефильм                                                                   |
| 1991      | CBS Особенные школьные каникулы             | CBS Schoolbreak Special                           | Кэролайн Моррис                    | эпизод: Abby, My Love                                                       |
| 1991      | Мертвец в воде                              | Dead in the Water                                 | Виктория Хейнс                     | телефильм                                                                   |
| 1992      | —                                           | Lincoln and the War Within                        | н/д                                | телефильм                                                                   |
| 1993      | Ничего личного                              | It’s Nothing Personal                             | Барбара                            | телефильм                                                                   |
| 1993      | Триумф над бедствием: История урагана Эндрю | Triumph Over Disaster: The Hurricane Andrew Story | Карла Хьюлин                       | телефильм                                                                   |
| 1994      | Мёртвый эфир                                | Dead Air                                          | звонящая                           | телефильм                                                                   |
| 1995      | Сторож брату своему                         | My Brother’s Keeper                               | Пэт                                | телефильм                                                                   |
| 1996      | Шериф из преисподней                        | American Gothic                                   | Анджела                            | эпизод: Dr. Death Takes a Holiday                                           |
| 1996      | Лотерея                                     | The Lottery                                       | Мэгги Данбар                       | телефильм                                                                   |
| 1996      | Скользящие                                  | Sliders                                           | Пламя                              | эпизод: The Fire Within; озвучка                                            |
| 1997      | Автострада                                  | Quicksilver Highway                               | Мира                               | телефильм                                                                   |
| 1997      | Скорая помощь                               | ER                                                | Норма Хьюстон                      | телесериал; 2 эпизода                                                       |
| 1997      | —                                           | Boston Common                                     | Бетти                              | эпизод: Here’s to You, Mrs. Byrnes                                          |
| 1997—1998 | Джордж и Лео                                | George and Leo                                    | Анна                               | телесериал; 2 эпизода                                                       |
| 1998      | Крысиная стая                               | The Rat Pack                                      | Роки Купер                         | телефильм                                                                   |
| 1998—1999 | Секретные материалы                         | The X-Files                                       | Кассандра Спендер                  | телесериал; 4 эпизода                                                       |
| 1999      | Последний мужчина на Земле                  | The Last Man on Planet Earth                      | директор Элизабет Риггз            | телефильм                                                                   |
| 1999      | Надежда Чикаго                              | Chicago Hope                                      | Карен Флендерс                     | эпизод: Team Play                                                           |
| 1999      | Уилл и Грейс                                | Will & Grace                                      | Джудит Макфарленд                  | эпизод: Homo for the Holidays                                               |
| 2001      | —                                           | Inside the Osmonds                                | Олив Осмонд                        | телефильм                                                                   |
| 2001      | Прикосновение ангела                        | Touched by an Angel                               | Ширли Гиббонс                      | эпизод: Famous Last Words                                                   |
| 2002      | Семейный закон                              | Family Law                                        | Норма Бенсон                       | эпизод: Arlene’s Choice                                                     |
| 2002      | Справедливая Эми                            | Judging Amy                                       | Доротея Митчелл                    | эпизод: A Pretty Good Day                                                   |
| 2003—2005 | Без следа                                   | The X-Files                                       | Сьюзан / миссис Бекуорт            | телесериал; 2 эпизода                                                       |
| 2004      | Доктор Вегас                                | Dr. Vegas                                         | Эвелин                             | эпизод: All In                                                              |
| 2004—2005 | Клиент всегда мёртв                         | Six Feet Under                                    | Пег Киммел                         | 3 эпизода                                                                   |
| 2005      | Ищейка                                      | The Closer                                        | Вера Матерс                        | эпизод: Good Housekeeping                                                   |
| 2005      | Закон и порядок: Специальный корпус         | Law & Order: Special Victims Unit                 | Вирджиния Кеннисон                 | эпизод: Starved                                                             |
| 2005      | Части тела                                  | Nip/Tuck                                          | мать Мэри Клэр                     | эпизод: Quentin Costa                                                       |
| 2005—2006 | Нашествие                                   | Invasion                                          | Валери Шенкман                     | телесериал; 5 эпизодов                                                      |
| 2006      | Юристы Бостона                              | Boston Legal                                      | судья Пегги Зедер                  | эпизод: Helping Hands                                                       |
| 2006      | Детектив Раш                                | Cold Case                                         | Мэри Райан                         | эпизод: Dog Day Afternoons                                                  |
| 2006      | C.S.I.: Место преступления                  | CSI: Crime Scene Investigation                    | Дайан Чейз                         | эпизод: Rashomama                                                           |
| 2006      | Седьмое небо                                | 7th Heaven                                        | мисс Фитцхенри                     | эпизод: A Pain in the Neck                                                  |
| 2006—2007 | Девять                                      | The Nine                                          | Барбара Далтон                     | телесериал; 3 эпизода                                                       |
| 2007      | Дорога в осень                              | October Road                                      | Линн Фармер                        | эпизод: Deck the Howls                                                      |
| 2009      | Иствик                                      | Eastwick                                          | Бан Уэйверли                       | телесериал; основная роль                                                   |
| 2010      | До смерти красива                           | Drop Dead Diva                                    | Мэриан Портер                      | эпизод: Back from the Dead                                                  |
| 2010      | Мемфис Бит                                  | Memphis Beat                                      | Миранда                            | эпизод: I Shall Not Be Moved                                                |
| 2010      | Сорвиголова Кик Бутовски                    | Kick Buttowski: Suburban Daredevil                | мисс Доминик                       | мультсериал; эпизод: Dancing with the Enemy/Tattler’s Tale; озвучка         |
| 2012      | Месть                                       | Revenge                                           | судья Элизабет Блекуэлл            | телесериал; 2 эпизода                                                       |
| 2013      | Анатомия страсти                            | Grey’s Anatomy                                    | Лидия Эшфорд                       | телесериал; 2 эпизода                                                       |
| 2013      | —                                           | Non-Stop                                          | Роуз                               | телефильм                                                                   |
| 2014      | Воскрешение                                 | Resurrection                                      | Хелен Эджертон                     | телесериал; 5 эпизодов                                                      |
| 2015      | Босх                                        | Bosch                                             | Айрин Саксон                       | телесериал; 4 эпизода                                                       |
| 2015      | C.S.I.: Киберпространство                   | CSI: Cyber                                        | Ренетта Уилкерсон                  | эпизод: Python                                                              |
| 2016      | Мыслить как преступник                      | Criminal Minds                                    | Флора Мартин                       | эпизод: The Bond                                                            |
| 2016      | Мой шумный дом                              | The Loud House                                    | Сью                                | мультсериал; эпизод: Intern for the Worse/The Old and the Restless; озвучка |
| 2017      | —                                           | Mommy, I Didn’t Do It                             | судья Теннин                       | телефильм                                                                   |
| 2018      | Сверхъестественное                          | Supernatural                                      | Лили Сандер                        | эпизод: Byzantium                                                           |
| 2019      | Леденящие душу приключения Сабрины          | Chilling Adventures of Sabrina                    | гадалка                            | эпизод: Chapter Fifteen: Doctor Cerberus’s House of Horror                  |
| 2019      | —                                           | Defrost: The Virtual Series                       | Келли                              | телефильм                                                                   |
| 2019      | Главный госпиталь                           | General Hospital                                  | Сибли Гембл                        | телесериал; 3 эпизода                                                       |

### Игры
| Год  | Название         | Роль             | Примечания |
| ---- | ---------------- | ---------------- | ---------- |
| 2014 | Alien: Isolation | Ламберт          |            |
| 2015 | Fallout 4        | разные персонажи |            |